# Seńkowice
Seńkowice (ukr. Синьковичі) – wieś na Ukrainie, w rejonie lwowskim (wcześniej w rejonie żółkiewskim) obwodu lwowskiego. Wieś liczy około 600 mieszkańców.
18 lipca 1912 utworzyły samodzielną gminę jednostkową z części gminy Hołe Rawskie.
W II Rzeczypospolitej do 1934 samodzielna gmina jednostkowa. Następnie należała do zbiorowej wiejskiej gminy Hujcze w powiecie rawskim w woj. lwowskim. Po wojnie wieś weszła w struktury administracyjne Związku Radzieckiego.